# Facts on the Ground
Facts on the Ground: Archaeological Practice and Territorial Self-Fashioning in Israeli Society (Hechos en la tierra: Práctica arqueológica y autosuficiencia territorial en la sociedad israelí.) es un libro de Nadia Abu El Haj del 2001 basado en su tesis doctoral para la Universidad de Duke. El libro ha sido elogiado por algunos estudiosos y criticado por otros, siendo de una recepción muy acalorada.
El trabajo trata de como la arqueología israelí ha intentado interpretar los artefactos como hechos que prueban la legitimidad de la ocupación israelí del territorio palestino, como algo que data de tiempo bíblicos. 
La controversia sobre el libro se intensificó cinco años después de su publicación, después de que apareciera la noticia en 2006 de que Abu El Haj estaba bajo consideración de profesora permanente en Barnard College, donde se desempeñaba como profesora asistente . Las alumnas de Barnard montaron una campaña para negarle cargo a Abu El Haj, que se centró en lo que describieron el sesgo anti-israelí del libro, lo que provocó una contra-campaña en apoyo del libro y de Abu El Haj. La Universidad finalmente otorgó a Abu El Haj su permanencia en noviembre de 2007.

## Recepción

### Revisiones académicas (cronológicamente-ordenados)
En la MIT Electronic Journal of Middle East Studies, Elia Zureik, profesora de sociología en la Universidad de Queen, escribe que el uso de la sociología de la ciencia de Abu El Haj como una perspectiva en su investigación es inteligente y refrescante. Además, eleva la investigación sobre Palestina a nuevas alturas, al ubicarla directamente en la literatura y los debates actuales de las ciencias sociales.
Edward Said escribió de estar "endeudado" con el libro y trabajo de Abu El Haj diciendo que: 
 "Lo que ella proporciona en primer lugar es una historia de exploración arqueológica colonial sistemática en Palestina, que se remonta a la obra británica a mediados del siglo XIX. Luego continúa la historia en el período anterior al establecimiento de Israel, que conecta la práctica real de la arqueología con una ideología nacional naciente, una ideología con planes para la recuperación de la tierra a través del cambio de nombre y el reasentamiento, gran parte de la cual se da a la justificación arqueológica como una extracción esquemática. De identidad judía a pesar de la existencia de nombres árabes y vestigios de otras civilizaciones. Argumenta convincentemente que este esfuerzo prepara epistemológicamente el camino para un sentido completo de la identidad judía israelí posterior a 1948, basado en el ensamblaje de detalles arqueológicos discretos, restos dispersos de mampostería, tablillas, huesos y tumbas. . . " 

En su revisión de  Facts on the Ground para la etnóloga estadounidense, Kimbra L. Smith, profesora de antropología de la Universidad de Colorado en Colorado Springs, escribe que "Abu El Haj ofrece una mirada importante y oportuna a algunas de las políticas de auto representación que hay detrás de la cara pública del gobierno israelí, dentro de un argumento más amplio sobre la capacidad de la ciencia para la participación política y para mantener e incluso avanzar las políticas colonialistas. Sin embargo, [...] su incapacidad para presentar opiniones y actitudes oficiales palestinas o públicas palestinas / israelíes en el contexto de la disciplina nacionalista-arqueológica de Israel (colonos) significa que las respuestas a las excelentes preguntas que plantea nunca se aclaran ".
Apen Ruiz, de la Universidad de Texas en Austin, escribe en H-Net que " Facts on the Ground ofrece un enfoque único y pionero para examinar la política de la investigación arqueológica". Explica que, "Inspirado por los estudios culturales y sociales de la ciencia, El-Haj coloca a la arqueología bajo una lente etnográfica y examina sus prácticas: excavación, inspección, catalogación, asignación de nombres, mapeo y exhibición", señalando que es esto ", enfoque En las prácticas arqueológicas como el principal objeto de estudio, siendo la principal contribución principal del libro ".
Aren Maeir, profesor de arqueología en la Universidad Bar Ilan, escribiendo en Isis, llama al libro "un manifiesto político altamente ideológico, con una evidente falta de atención tanto a los detalles como al contexto más amplio". Con respecto a la crítica de Abu El Haj de la metodología en la arqueología israelí, Maeir escribe que, en la arqueología contemporánea en Israel, "solo los elementos marginales actúan de acuerdo o se identifican con las agendas no científicas que intenta delinear". Maeir sostiene que la razón principal por la que Israel tardó en adoptar técnicas modernas no fue una "agenda colonial oculta", sino el resultado de una metodología "arqueología clásica europea" desde la cual se desarrolló.
James Gelvin, un historiador de la UCLA, describe Hechos sobre el terreno en su libro El conflicto entre Israel y Palestina: Cien años de guerra, como "probablemente la presentación más sofisticada de la obsesión arqueológica de Israel y su relación con el nacionalismo y el 'conocimiento colonial'".
Alexander H. Joffe, un arqueólogo y ex director de la organización pro-Israel Campus Watch, escribe en el Journal of Near Eastern Studies que "la antropología de Abu El Haj se deshace por su narrativa [...] mal informada, contra intrusiva La política y su falta de voluntad para entrar u observar a la sociedad israelí [. . . ] El efecto es una representación de la arqueología israelí es simplemente extraña ".
Keith Whitelam, profesor de estudios religiosos en la Universidad de Sheffield y autor de La invención del antiguo Israel: El silenciamiento de la historia palestina, le dijo a un reportero de The New York Sun que Facts on the Ground era un "libro de primera categoría", que hizo " una contribución muy fina "al estudio de" cómo se construye la identidad nacional y los supuestos que luego se incorporan en el trabajo académico sobre historia y arqueología ". En el mismo artículo, William Dever, profesor retirado de arqueología del Medio Oriente en la Universidad de Arizona, describe a Abu El Haj como "defectuosa, engañosa y peligrosa".
Alan F. Segal, un profesor de religión y estudios judíos en Barnard College, ha sido un crítico vocal del libro. En el Columbia Daily Spectator, escribe que el trabajo de Abu El Haj está manchado por la falta de examen de las fuentes primarias en hebreo, la dependencia de fuentes anónimas y la falta de amplitud en su revisión de las becas hasta la fecha. Según Segal, Abu El Haj centra su atención en las "conclusiones extremas" de los " minimalistas bíblicos " que constituyen "no más que un puñado de eruditos" de "miles de personas en el trabajo (en estudios académicos bíblicos) en el mundo". Segal escribe que "ninguno de los eruditos minimalistas con los que cuenta para este propósito es en realidad un arqueólogo que trabaja" y que "casi todas las otras casi innumerables teorías sobre el asentamiento israelita en los tiempos del Primer Templo refutarían su hipótesis sobre la arqueología israelí. " Añade que ella "no le dice a sus lectores sobre" estos campos, "por qué son necesarios" o "cómo se toman realmente las decisiones en los estudios bíblicos".
En la edición de otoño de 2007 de The Current, hubo críticas a Abu El Haj de tres académicos diferentes. En primer lugar, David M. Rosen, profesor de antropología de la Universidad Fairleigh Dickinson, pregunta: "¿Cómo puede considerarse una buena antropología una obra que aparentemente demuestra una comprensión deficiente de las ciencias arqueológicas?" Respondiendo a su propia pregunta, ofrece que, mientras se encuentra en el clima político contemporáneo, "uno no necesita ser "corazón valiente" para ser abiertamente antagónico con Israel en una reunión de antropólogos", el problema más grave radica en la tradición de los estudios poscoloniales, donde Los antropólogos como Abu El Haj pueden "construir sus análisis con poca preocupación por la conexión empírica o lógica. Al igual que la mitología, son maestros del objeto encontrado, y atraen cualquier cosa para crear una historia. Esta metodología no tiene conexión con la ciencia. Su poder radica en su política y su estética, y no en ideas tan aburridas como la validez y la confiabilidad ". En el mismo número, Jonathan Rosenbaum, paleógrafo y presidente de Gratz College, sugiere que la "agenda personal" de Abu El Haj es "el avance de su propia ideología nacionalista a expensas de décadas de excavaciones cuidadosas y publicaciones rigurosas" que establecen la historicidad de mucho de la narrativa bíblica. Finalmente, James R. Russell, profesor de la Universidad de Harvard, describe Facts on the Ground  una "fantasía maligna" diseñada para demostrar la "esencia colonial" del sionismo al negar la historia de la antigua "soberanía judía y la larga presencia histórica".

### Uso del bulldozer
Una controversia relacionada con el libro provino de un pasaje en Facts on the Ground  en el que Abu El Haj escribió que durante una excavación en Jezreel, los arqueólogos británicos e israelíes utilizaron "excavadoras ... para llegar a los estratos anteriores, que son saturado de importancia nacional, lo más rápido posible ". Señaló que "entre los funcionarios palestinos en Haram al-Sharif y Awqaf, así como en muchos otros arqueólogos ... el uso de excavadoras se ha convertido en el último signo de una mala ciencia y de la política nacionalista que guía las agendas de investigación". Escribió que el incidente ocurrió "una semana después de que [ella] dejó de participar en las excavaciones" y atribuyó el relato a "varios participantes, tanto arqueólogos como estudiantes voluntarios", a quienes no mencionó.
La investigación en cuestión fue dirigida por David Ussishkin, de la Universidad de Tel Aviv, quien respondió a la caracterización de Abu El Haj en una carta abierta publicada en Internet en diciembre de 2006. Al confirmar que los estratos anteriores eran el principal interés de la excavación, Ussishkin negó que se hiciera daño a otros estratos, que insistió en que fueron excavados adecuadamente. Ussishkin defendió el uso de la excavadora en el sitio como necesario para excavar correctamente el sitio, y dijo que no creía que hubiera causado ningún daño.
En septiembre de 2007, el arqueólogo Aren Maeir, en una columna de opinión del periódico estudiantil Columbia Daily Spectator, escribió: "En su libro ataca, arengues, difunde y calumnias a los arqueólogos respetados en el campo". Según Maeir, las afirmaciones de Abu El Haj sobre Ussishkin son "análogas a acusar a un cirujano de decidir si usar un bisturí o una sierra" según la identidad "étnica del paciente".
Abu El Haj no menciona a Ussishkin por su nombre en su libro.    